# WWE Immortals
WWE Immortals fue un videojuego de lucha basado en la empresa de lucha libre profesional WWE. Desarrollado por NetherRealm Studios junto a Phospor Game Studios, se lanzó el 15 de enero de 2015 para Android e iOS. El 28 de febrero de 2019, el juego fue retirado de las tiendas de descargas y ya no se pudieron hacer compras dentro de la aplicación a partir del 31 de diciembre de 2018.

## Jugabilidad
La empresa lo describió como «un juego gratis para móviles que contará con batallas épicas de las superestrellas en un mundo WWE fantásticamente reimaginado». El juego tomó prestados muchos elementos técnicos de Injustice: Gods Among Us, incluyendo gráficos y sonido, así como el formato de combate tres contra tres. Además, los «créditos Immortal» se obtenían a través del juego y se utilizaban para comprar y mejorar los personajes. Las estadísticas de héroes crecían en niveles, cada héroe tenía una habilidad pasiva o no pasiva y tres ataques de firma. Los jugadores podían gastar las monedas del juego para subir de nivel sus ataques de firma o comprar tarjetas de talentos para fortalecer a los héroes.
El argumento del juego comienza con una reunión entre los luchadores y The Authority, cuando aparece Bray Wyatt con una misteriosa linterna que supuestamente tiene poderes sobrenaturales. Triple H golpea a Wyatt y le roba la linterna, y junto a Stephanie McMahon la manipulan, haciendo que ellos y las superestrellas se trasladen a un universo misterioso, ganando nuevos poderes e incrementando sus habilidades.
El juego contó con 26 luchadores, con más de 60 variaciones. En septiembre de 2015, se incluyó al personaje Johnny Cage de Mortal Kombat, como luchador invitado por parte de Netherrealm Studios

## Personajes

### Bronce
- Costo: 9000 créditos
  - Roman Reigns- Centurion romano
  - Daniel Bryan- Movimiento Si!

- Costo: 11000 créditos
  - Randy Orton- Viper(Víbora)
  - Big E- Hombre fuerte
  - Sheamus- Druida Antiguo
  - The Big Show- Gigante
  - Kane- El Demonio
  - Brie Bella- Bruja helada
  - Nikki Bella- Piromaniaca
  - Trish Stratus- Bruja blanca
  - Paige- Hechicera oscura

### Plata
- Costo: 38000 créditos
  - Brie Bella- Guardián Lunar
  - Nikki Bella- Asesina Solar

- Costo: 41000 créditos
  - Sheamus- Guerrero Celta
  - Triple H- Autoridad

- Costo: 42000 créditos
  - The Undertaker- Hombre Muerto
  - Paige- Caballero Banshee

- Costo: 46000 créditos
  - The Rock- Observador de Piedra
  - Stephanie McMahon- La Autoridad

- Costo: 47000 créditos
  - Brock Lesnar- Bestia encarnada
  - Stone Cold Steve Austin- Observador de Hielo
  - Big E- Panteón
  - The Ultimate Warrior- Arena

- Costo: 48000 créditos
  - John Cena- Soldado
  - Dean Ambrose- Camorrista del Callejón

### Oro
- Costo: 182000 créditos
  - Daniel Bryan- NO!NO!NO!

- Costo: 192000 créditos
  - The Big Show- Leñador
  - The Undertaker- Nigromante
  - Trish Stratus- Guerrera angelical

- Costo: 200000 créditos
  - Stone Cold Steve Austin- Serpiente de Cascabel de Texas

- Costo: 201000 créditos
  - John Cena- Evolucionado(superhéroe)
  - Triple H- Rey de Reyes
  - Roman Reigns- Sabueso de la Justcia
  - Macho Man- Renegado

- Costo: 211000 créditos
  - Daniel Bryan- Evolucionado
  - Triple H- Rey Calavera

- Costo: 220000 créditos
  - Macho Man- Rey Macho
  - Ultimate Warrior- Jungla
  - Big Show- Ilustrado
  - Paige- Evolucionada
  - Stephanie McMahon- Reina Guerrera
  - Bray Wyatt- Científico loco
  - Hulk Hogan- Renegado
  - Hulk Hogan- Playero vil

- Costo: 226000 créditos
  - Brock Lesnar- Cyborg
- Costo 236000
  - Brock Lesnar-Conqueror
  - John Cena-Pícaro Apuesto
- Incluido en el Starter Pack
  - Randy Orton- Evolucionado

- Incluido en el Dean Ambrose Pack:
  - Dean Ambrose- Lunático Marginal

- incluido en la actualización 1.7 como recompensas a desafíos:
  - The Rock - Minotauro
  - Johnny Cage - Mortal Kombat
  - Johnny Cage - A-List
  - Xavier Woods - Raiden

- Incluidos en el Booster Pack 1.7
  - Batista - Animal
  - Batista - Cazador
  - Seth Rollins - Evolucionado
  - Seth Rollins - Pirata

- Incluido en el Booster Pack 1.8
  - Rusev- Soldado Rojo
  - Rusev- Fronterizo
  - Kane- Gran Monstruo Rojo
  - Sting- Guerrero Escorpión

- Incluido en el Booster Pack 2.0
  - Roman Reigns- Evolucionado
  - Sheamus - Evolucionado
  - Bray Wyatt - Voodo
  - Big E - Evolucionado
  - Bret Hart - Sharpshooter

- Zombi pack
  - A.J. Styles - zombi
  - Seth Rollins - zombi
  - Brock Lesnar - zombi
  - Stone Cold - zombi

- Platinum
  - Randy Orton - Viper Dojo
  - A.J. Styles - Evolucionado
  - Bray Wyatt - Linterna Oscura
  - Sgt. Slaughter - Commando